# ثوروالدور داوید کریستیانسون
ثوروالدور داوید کریستیانسون (ایسلندی: Þorvaldur Davíð Kristjánsson؛ زادهٔ ۲۷ سپتامبر ۱۹۸۳) بازیگر و خواننده اهل ایسلند است.
وی دانش‌آموختهٔ مدرسه جولیارد است.
از فیلم‌هایی که وی در آن‌ها نقش داشته است، می‌توان به وزیر، زندگی در تنگ ماهی و ناگفته‌های دراکولا اشاره نمود.